# 1850 a tudományban
Az 1850. év a tudományban és a technikában.

## Publikációk
- Megjelenik Jedlik Ányos, a pesti Tudományegyetem tanára Természettan elemei. I. Súlyos testek természettana című könyve, az első hazai, magyar  nyelvű egyetemi fizikakönyv[1]

## Születések
- január 15. – Szofja Vasziljevna Kovalevszkaja orosz matematikus († 1891)
- január 24. – Hermann Ebbinghaus tanulással és emlékezettel foglalkozó kísérleti pszichológus († 1909)
- március 31. – Charles Doolittle Walcott amerikai paleontológus és geológus  († 1927)
- május 18. – Oliver Heaviside autodidakta angol villamosmérnök, matematikus, fizikus († 1925)
- június 6. – Karl Ferdinand Braun német feltaláló, Nobel-díjas fizikus († 1918)
- augusztus 26. – Charles Richet francia fiziológus, pszichológus, parapszichológus. Az anafilaxia kutatásában elért eredményeiért 1913-ban Nobel-díjban részesült († 1935)
- december 7. – Schwarz Dávid technikus, a merev szerkezetű, könnyűfémből készült, kormányozható léghajó feltalálója († 1897)

## Halálozások
- május 9. – Joseph Louis Gay-Lussac francia fizikus, kémikus. A gázok állapotváltozásaira vonatkozó Gay-Lussac-törvények az ő nevét őrzik (* 1778)
- december 10. – François Sulpice Beudant francia geológus, mineralógus (* 1787)